# Johann Philipp Sack
Johann Philipp Sack (* 11. November 1722 in Harzgerode; † 14. September 1763 in Berlin) war ein deutscher Komponist und Tastenspieler.

## Leben
Der Sohn eines Maurers und einer fürstlichen Wäschemagd erwarb erste musikalische Grundlagen im Singechor der Harzgeröder Stadtschule. Dort bereitete er sich auf den Lehrerberuf vor und ging in dieser Eigenschaft 1742 an das Waisenhaus der reformierten deutschen und wallonischen Gemeinden in Magdeburg, das sein Namensvetter und ebenfalls Harzgeröder August Friedrich Sack zwei Jahre zuvor gegründet hatte. Neben seiner Tätigkeit am Waisenhaus vervollständigte er seine musikalische Ausbildung bei dem Organisten Christian David Graf. Im Jahr 1747 wurde er als Katechet und Knabenschulmeister an die Domschule in Berlin berufen. Bald darauf entfaltete er eine rege musikalische Tätigkeit. Aus zunächst zwanglosen Zusammenkünften einiger Musikliebhaber und Freunde entstand 1749 unter seiner maßgebenden Mitwirkung die Vereinigung der „Musikübenden Gesellschaft zu Berlin“. Als Verein gegründet, entwickelte sich die Vereinigung zu einer Keimzelle des öffentlichen Konzertlebens in Berlin und gilt heute als „erste Berliner Liebhabervereinigung mit öffentlicher Konzertreihe“. Bedeutende Künstler der Zeit, wie Carl Friedrich Fasch, die Gebrüder Graun, Friedrich Wilhelm Marpurg, Johann Philipp Kirnberger und Carl Philipp Emanuel Bach waren Mitwirkende oder Gäste der Aufführungen dieser Gesellschaft.
Im Jahr 1756 erhielt er die Stelle des Domorganisten. In diesem Jahr trat er auch erstmals als Komponist von Liedern und Klavierstücken in die Öffentlichkeit. Er verstarb unverheiratet nach langwieriger Krankheit am 14. September 1763 in Berlin.

## Leistungen
J. P. Sack erwarb bleibende Verdienste um die Begründung eines öffentlichen, bürgerlichen Konzertlebens in Berlin. Unter seiner Führung und durch seine Aktivität erreichte die „Musikübende Gesellschaft“ 1755 mit der Uraufführung der Passionsmusik „Der Tod Jesu“ von Carl Heinrich Graun in der Domkirche zu Berlin den Höhepunkt ihrer Entwicklung.
Zu seinen Kompositionen gehören hauptsächlich Lieder mit weltlichem Charakter, wie schwärmerische Lieder, Trink- und Spruchlieder, des Weiteren Menuette und Polonaisen für Klavier sowie eine kleine Psalmnachdichtung.
Über seine Musik schreibt Johan van Veen: „Sie füllt eine Lücke in unserem musikhistorischen Verständnis, indem sie zeigt, wie sich das „Deutsche Lied“ mit Pianobegleitung im 18. Jahrhundert zu jener Liedform entwickelte, die später durch das Werk Franz Schuberts berühmt geworden ist.“

## Werke

### Lieder
- Denk’ ihn hinaus, den schrecklichen Gedanken
- Warum dringt durch die schwarze Nacht
- Nicht verzweiflungsvoll
- An Süßchen
- An die Nachtigall
- An den Schlaf
- Bild einer vornehmen Dame in B.
- Lied eines Jünglings an die Liebe
- Chloris
- Blonde
- Lottchen
- Das Glück der Freundschaft
- An die Brüder und Schwestern
- Warnung
- Herr! Höre mich aus meiner Höhle

### Klavierwerke
- Menuet en mi bémol majeur
- Polonaise en mi bémol majeur
- Polonaise en ré majeur
- Menuets en la majeur
- Polonaise en la majeur
- Polonaise en do majeur

## Ausgaben
- Kai Wessel: Johann Philipp Sack (1722–1763), Oden, Lieder und Klavierwerke für hohe Singstimme und Klavier sowie Klavier solo. Gesamtausgabe der erhaltenen Werke. Edition Walhall, Magdeburg 2003.
- Hans Fischer, F. Oberdörffer: Klaviermusik um Friedrich den Grossen (I) (Deutsche Klaviermusik des 17. u. 18. Jahrhunderts Band 8) Thomi-Berg Musikverlag

## Tonträger
- Lieder. Kai Wessel (Alt), Christoph Hammer (Fortepiano). Aufnahme November 2001, Kulturhalle Dormagen. CD: Assai 222 302 (68'50")